# スレイマン・シャー霊廟
スレイマン・シャー霊廟（スレイマン・シャーれいびょう、アラビア語: ضريح سليمان شاه、トルコ語: Süleyman Şah Türbesi）は、オスマン帝国の開祖オスマン1世の祖父、スレイマン・シャーの遺体を納めたとされる霊廟である。
1236年、現在のシリア・ラッカ県のジャベル・カレスィの近くに最初の墓が作られ、1973年までその場所にあった。1923年の、旧オスマン帝国領をトルコ、シリアなどに分割するローザンヌ条約において、この霊廟がある場所はシリア領とされたが、霊廟自体はトルコのものであると規定された。1973年、シリアがユーフラテス川に建設したタブカ・ダムによってジャベル・カレスィ周辺がアサド湖に沈むことになり、この霊廟は、シリアとトルコの合意によりユーフラテス川を北に85キロメートル溯った、シリア領内のトルコとの国境から27キロメートルの位置に移転された。
2011年から発生したシリア内戦に伴い、2015年、トルコ政府はこの霊廟をトルコ国境に隣接した、コバニの西22キロメートルのシリア領内にシリアの合意を得ずに移転し、霊廟を守備する約40人のトルコの兵士を避難させた。トルコ政府は、この移転は一時的なものであり、恒久的なものではないと表明している。

## スレイマン・シャーの死
スレイマン・シャー（1178年頃 - 1227年）は、オスマン帝国の開祖オスマン1世の祖父とする説が一般的であるが、他の説もある。スレイマン・シャーは、現在のシリア・ラッカ県のジャベル・カレスィの近くのユーフラテス川で溺死し、その近くに埋葬されたと伝えられている。

## 霊廟の法的地位

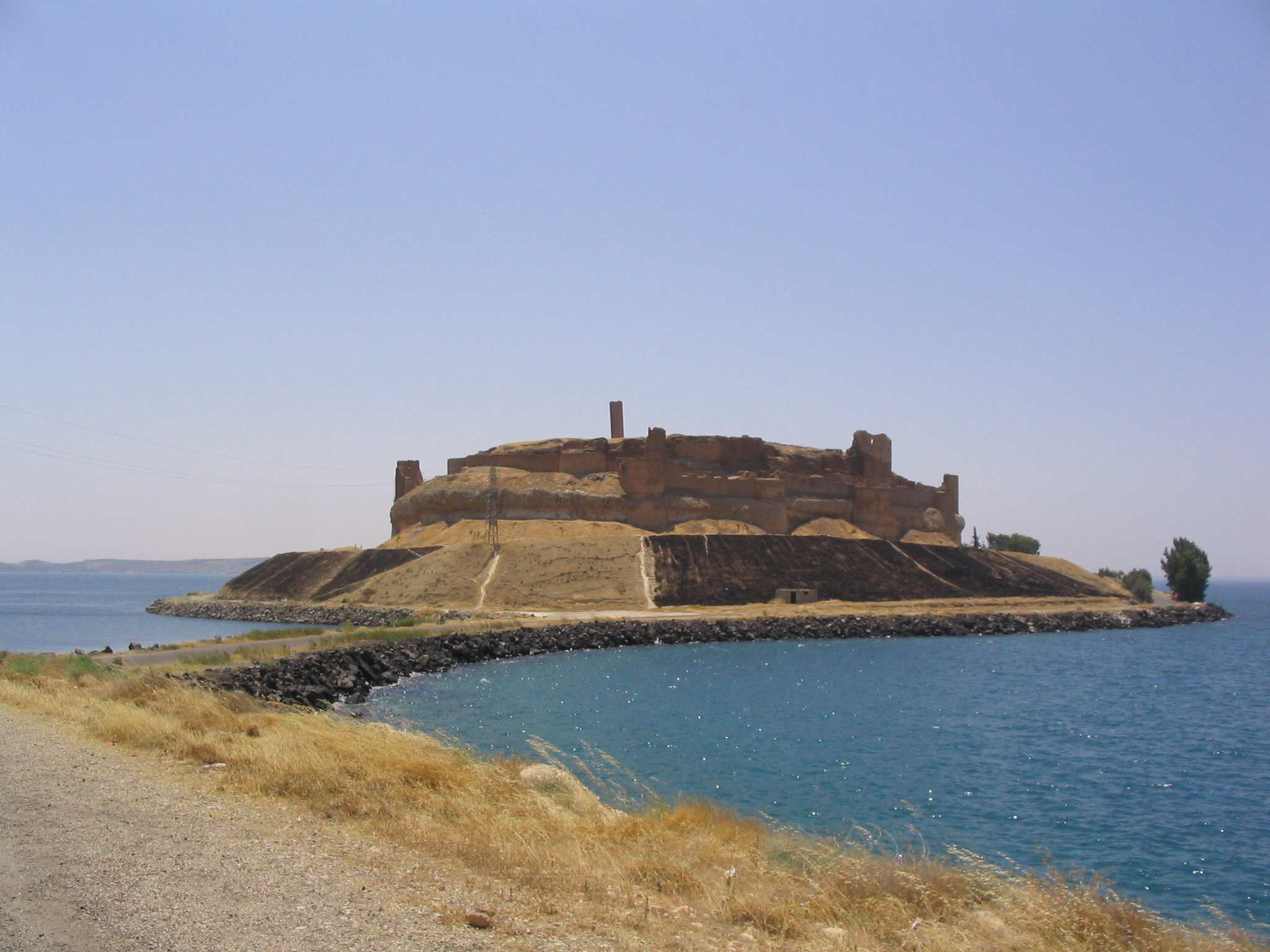
アサド湖の湖水に囲まれるジャベル・カレスィ。以前はユーフラテス川の谷を見下ろす丘の上にある城だった。伝説によれば、スレイマン・シャーは1236年にこの近くのユーフラテス川で溺死し、近くに埋葬された。1973年、周辺が湖に水没することになったため、霊廟はユーフラテス川を85キロメートル北に溯った位置に移転された。

1921年にフランスとトルコの間で締結された「アンカラ条約」の第9条には、スレイマン・シャー霊廟について、その付属物とともにトルコの所有とし、トルコは霊廟の守備をする者を任命し、トルコ国旗を掲げることができると規定されている。当初、11人の象徴的な守備兵が霊廟を守っていた。
2003年にトルコとシリアの間で結ばれたスレイマン・シャー霊廟に関する議定書により、トルコには霊廟の維持・管理のためにシリア領内を通る権利が与えられている。2014年より、トルコ政府は（1度目の移転後の）霊廟周辺の土地はトルコの主権領土であるという主張をしている。トルコ政府は、霊廟への訪問者に対しパスポートの携帯を義務付けている。しかし、シリアを含むトルコ以外の国が、このトルコの主張を公に支持したことはない。
シリア政府は、1回目の移転は遺跡の主権に対するトルコの権利を放棄したものであり、2回目の移転はアンカラ条約に違反していると主張している。

## 1回目の移転

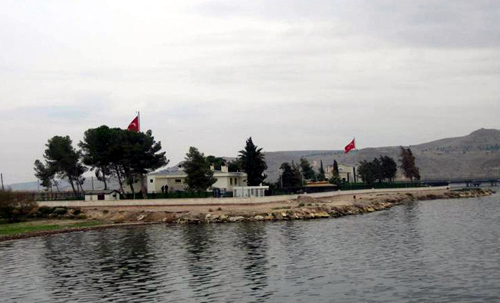
1度目の移転後のスレイマン・シャー霊廟（1973年 - 2015年2月）

1973年、シリアがユーフラテス川に建設したタブカ・ダムによって、ジャベル・カレスィの周辺はアサド湖に沈むことになった。その後、シリアとトルコの合意により、この霊廟はユーフラテス川を北に85キロメートル溯った、トルコとの国境から27キロメートルのユーフラテス川畔（北緯36度38分22秒 東経38度12分27秒 / 北緯36.63944度 東経38.20750度）に移転された。

## シリア内戦
シリア内戦中の2012年8月5日、トルコ首相レジェップ・タイイップ・エルドアンは、「スレイマン・シャー霊廟とその周辺の土地は我々の領土である。霊廟に対するいかなる好ましくない行為も、我々の領土に対する攻撃、すなわちNATOの（保護下にある）土地に対する攻撃として、我々は無視することができない」と述べた。

### ISILの脅迫
2014年3月20日、ISILは、スレイマン・シャー霊廟を警備しているトルコ軍を3日以内に撤退させなければ攻撃すると脅迫した。トルコ政府は、攻撃を受ければ報復すると応じ、霊廟から兵士を撤退させなかった。結局、3日たってもISILによる攻撃は行われなかった。トルコ政府は、霊廟を警備する兵士を38人に増強した。
3月27日、当時のトルコ外相アフメト・ダウトオールの事務所で3月13日に録音されたとされる会話の内容がYouTubeでリークされた。その会話には、ダウトオール、外務次官フェリドゥン・シニルリオグル、トルコ国家情報機構(MIT)長官ハカン・フィダン、副参謀長ヤシャル・ギュレルと思われる人物が参加しており、同年3月30日の総選挙を前にして、トルコのシリアへの軍事介入について議論していた。
6月にモースルがISILに陥落した後、9月までISILはモースルのトルコ領事館員を監禁した。その間、トルコ政府とISILがトルコのスレイマン・シャー霊廟からの撤退と引き換えに領事館員を解放することに合意したという噂が流れた。
9月30日、トルコ副首相ビュレント・アルンチは、ISILの武装勢力がスレイマン・シャー霊廟に侵攻していると述べた。それ以前にも、政府系新聞『イェニシャファク』が、匿名筋からの情報として、ISILの武装勢力1100人が霊廟を包囲していると報じていた。翌10月1日、エルドアン大統領は、ISILが霊廟を包囲していることを否定した
10月2日、トルコ議会はISILに対するトルコ軍の武力行使を承認した。議会では、スレイマン・シャー霊廟に対する安全保障上のリスクが高まっていることも論点の一つとなっていた。

### 2回目の移転
アルジャジーラによれば、2015年初頭、霊廟はISILにより包囲されていた。一方でBBCは、ISILがコバニから追放された後、2015年1月にクルド人民防衛隊とシリアの反政府勢力により霊廟周辺の村は制圧されたと報じている。

#### シャー・ユーフラテス作戦
2015年2月21日から22日にかけての夜、トルコ軍の兵士572人が戦車39台・装甲車57台に乗ってコバニからシリア領内に入り、スレイマン・シャー霊廟に向かい、守備隊員38人を避難させ、霊廟の中のスレイマン・シャーの棺を回収した。その後、トルコ軍により霊廟は破壊された。この作戦はシャー・ユーフラテス作戦と名付けられた。この作戦の途中でトルコ軍の兵士1人が死亡した。
ISILはこの作戦を妨害しなかった。現地のクルド人関係者は、クルド人がトルコ軍の通行を許可したと述べたが、トルコ首相アフメト・ダウトオールはそれを否定した。シリア・クルド人の指導者サレフ・ムスリム・モハメドは、この作戦でクルド人とトルコ軍が密接に協力しており、トルコの首都アンカラでトップレベルの会談や作戦の監視を行ったと述べた。
アルジャジーラは、この作戦の後、霊廟があった地域はISILの支配下に置かれた可能性が非常に高いと報じた。
スレイマン・シャーの棺は、トルコ軍が支配するシリア領内のトルコ国境に隣接した場所に移された。そこはトルコ＝シリア国境から180メートルの位置であり、シリアのアシュメ村のすぐ北、トルコのエスメシ村から2キロメートル南東に位置する。ユーフラテス川からは5キロメートルほど離れている。
トルコ外相は、この移転はあくまでも一時的な措置であり、恒久的な移転ではないと表明した。シリア政府は、これは「紛れもない侵略行為」であり、アンカラ（トルコ政府）の責任を追及すると声明した。
2018年4月2日、トルコ副首相フィクリ・イシュクは、シリア北部の霊廟がかつてあった地域が完全に解放された後、霊廟を元の場所に戻すつもりであると述べた。